# Spelaeodiscus unidentatus
Spelaeodiscus unidentatus is een slakkensoort uit de familie van de Strobilopsidae. De wetenschappelijke naam van de soort is voor het eerst geldig gepubliceerd in 1961 door Bole.